# Veixil·les
Les veixil·les o vexil·les són una tipologia d'estendard religiós pròpia de Mallorca que conté els símbols de la Passió de Jesús brodats o pintats i que s'exhibeixen, en parella, a les esglésies durant la Setmana Santa, a més de sortir a la capçalera de les processons de Setmana Santa. Les primeres referències trobades daten de les visites pastorals fetes després del Concili de Trento, i tenien la funció didàctica de suport visual per ensenyar les escenes de la Passió. En general, fan uns dos metres d'alt per un i mig d'ample.
S'hi representen llanternes, torxes i armes dels soldats romans que acompanyaven a Judes (amb la mà parada per rebre les monedes d'or) quan anava a trair Jesús; una espasa amb una orella tallada, que recorda l'episodi de Pere i el criat Malc; el gall de la negació de Sant Pere; les llanderes amb què assotaren Jesús, la columna on va rebre els assots, els daus, i moltes altres icones que representen més escenes de la Passió.
Actualment, moltes de les veixil·les es troben en mal estat de conservació i per això han deixat de sortir a les processons de Setmana Santa i moltes vegades ni tan sols s'exposen. A l'església de Sant Nicolau de Palma foren restaurades el 2020 i exposades a l'església durant la Setmana Santa de 2021, durant la qual les processons estaven suspeses per causa de la pandèmia de coronavirus. A altres llocs com Sóller es troben en mal estat de conservació. A l'església de Santa Creu de Palma, on ja es documenten al segle xviii, també es conserven i s'exposen per Setmana Santa.